# Франклін (округ Кевоні, Вісконсин)
Франклін (англ. Franklin) — місто (англ. town) в США, в окрузі Кевоні штату Вісконсин. Населення — 993 особи (2010).

## Демографія
Згідно з переписом 2010 року, у місті мешкали 993 особи в 379 домогосподарствах у складі 278 родин. Було 417 помешкань
Расовий склад населення:
| - 96,3 % — білих - 0,9 % — азіатів - 0,3 % — корінних американців - 0,1 % — вихідців з тихоокеанських островів |

До двох чи більше рас належало 1,7 %. Частка іспаномовних становила 0,8 % від усіх жителів.
За віковим діапазоном населення розподілялося таким чином: 23,7 % — особи молодші 18 років, 63,7 % — особи у віці 18—64 років, 12,6 % — особи у віці 65 років та старші. Медіана віку мешканця становила 41,3 року. На 100 осіб жіночої статі у місті припадало 110,4 чоловіків; на 100 жінок у віці від 18 років та старших — 111,1 чоловіків також старших 18 років.
Середній дохід на одне домашнє господарство становив 88 313 долари США (медіана — 75 000), а середній дохід на одну сім'ю — 96 297 доларів (медіана — 84 219). Медіана доходів становила 50 000 доларів для чоловіків та 37 407 доларів для жінок. За межею бідності перебувало 6,7 % осіб, у тому числі 3,8 % дітей у віці до 18 років та 12,9 % осіб у віці 65 років та старших.
Цивільне працевлаштоване населення становило 603 особи. Основні галузі зайнятості: виробництво — 22,1 %, освіта, охорона здоров'я та соціальна допомога — 14,9 %, сільське господарство, лісництво, риболовля — 14,6 %.